# 七田一郎
七田 一郎（しちだ いちろう、1886年（明治19年）11月20日 - 1957年（昭和32年）4月4日）は、日本の陸軍軍人。最終階級は陸軍中将。

## 経歴
本籍佐賀県。東京陸軍地方幼年学校、中央幼年学校を経て、1908年（明治41年）5月、陸軍士官学校（20期）を卒業。同年12月、歩兵少尉に任官し歩兵第46連隊付となった。1914年（大正3年）9月から11月まで青島の戦いに従軍した。1919年（大正8年）11月、陸軍大学校（31期）を卒業した。
歩兵第46連隊中隊長、参謀本部付勤務、参謀本部員を歴任。1922年（大正11年）4月から一年間、陸軍委託学生として東京外国語学校でフランス語を学んだ。歩兵第1連隊大隊長、教育総監部課員、陸軍歩兵学校教官、陸軍省人事局課員を歴任し、1931年（昭和6年）5月から11月までフランスに出張した。
1932年（昭和7年）8月、歩兵大佐となり歩兵第22連隊長に就任。教育総監部第2課長を経て、1937年（昭和12年）3月、陸軍少将に進級。歩兵第24旅団長、陸士幹事を歴任し、1939年（昭和14年）8月、陸軍中将に昇進。翌月、第20師団長に親補された。太平洋戦争を陸軍予科士官学校長として迎えた。駐蒙軍司令官、第2軍司令官、参謀本部付、陸軍科学学校長、兼陸軍戸山学校長を歴任し、1945年（昭和20年）4月、予備役に編入された。同月、召集を受け第56軍司令官となり、九州飯塚で本土決戦に備えていたが終戦を迎えた。西部軍管区司令部付を経て、1945年12月、召集解除となった。
1947年（昭和22年）11月28日、公職追放仮指定を受けた。

## 栄典
位階
- 1909年（明治42年）3月1日 - 正八位[6]
- 1912年（明治45年）3月1日 - 従七位[7]
- 1917年（大正6年）3月20日 - 正七位[8]
- 1922年（大正11年）4月20日 - 従六位[9]
- 1927年（昭和2年）5月16日 - 正六位[10]
- 1937年（昭和12年）5月1日 - 正五位[11]

外国勲章佩用允許
- 1943年（昭和18年）7月14日 - 中華民国：一級同光勲章[12]